# Kempo Arnis
Kempo Arnis je borilna veščina, ki jo je razvil Borut Kincl. Ime je skovanka imen borilnih veščin »ryukyu kempo« in »modern arnis«. 
Je mešanica obeh veščin z dodanimi veznimi elementi (Small Circle JuJitsu, Kapap in Jeet Kune Do). Kincl je to veščino učil pripadnike Enote za specialno delovanje na 40-urnem tečaju.